# Victor Bergdahl

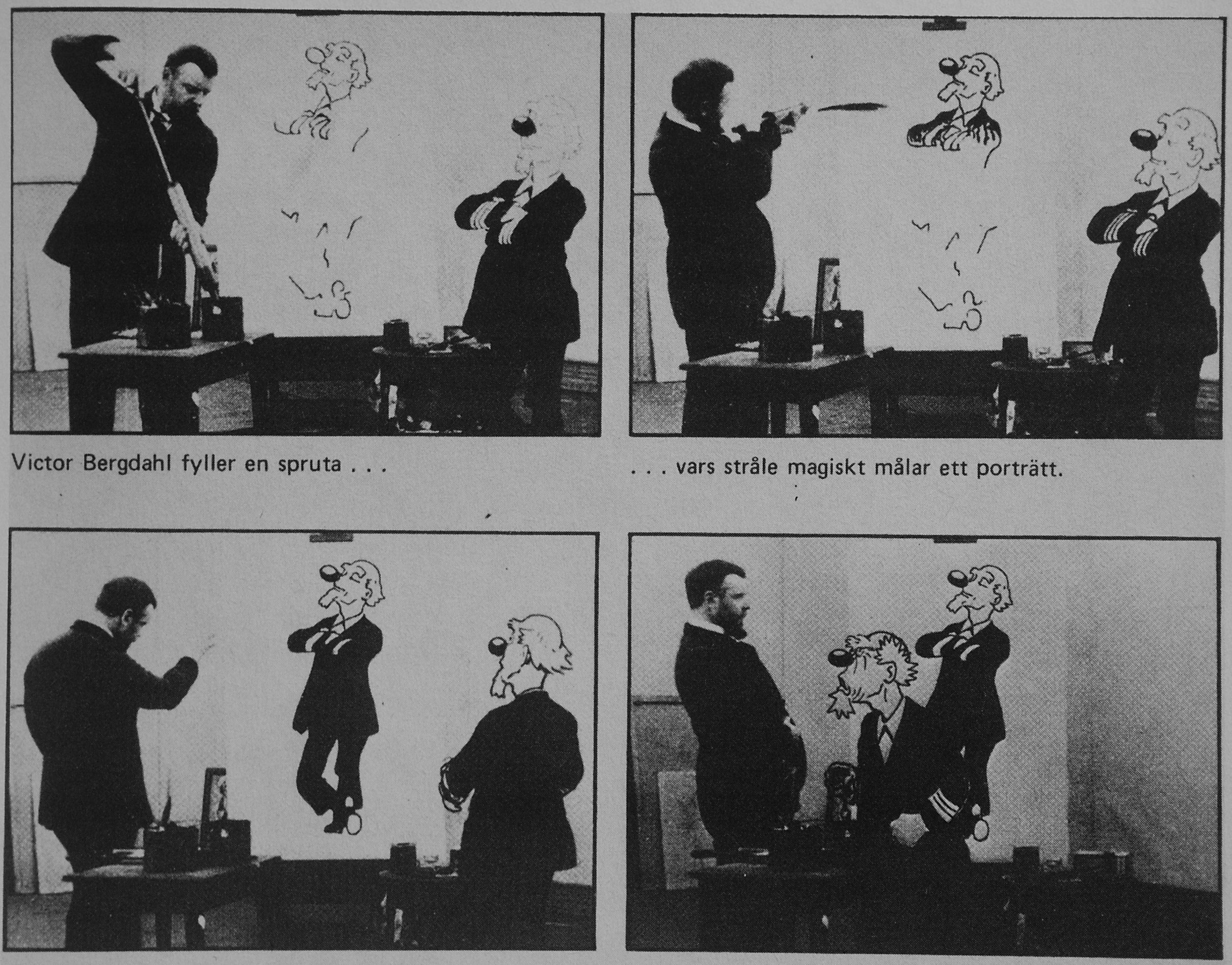
Victor Bergdahl själv och hans figur Kapten Grogg ur stumfilmen ”När kapten Grogg skulle porträtteras”, 1917.

Gustaf Victor Bergdahl, född 12 december 1878 i Österåker, död 20 januari 1939 i Stockholm, var en svensk animatör och filmregissör. Han är mest ihågkommen för att ha skapat den tecknade filmfiguren Kapten Grogg 1916.

## Biografi
Victor Bergdahl var son till inspektorn vid Margaretelund, Carl Johan Victor Bergdahl, och Maria Othelia Widén. Bergdahl blev tecknare av en ren slump. Efter att ha blivit invalidiserad efter en olycka på en båt han mönstrat på till Australien blev han istället reportagetecknare åt Stockholms Dagblad och senare åt Nya Dagligt Allehanda. 1909 ställde han ut sina teckningar. Bergdahl finns representerad vid bland annat Uppsala universitetsbibliotek och Nationalmuseum i Stockholm.
Efter att ha sett en amerikansk tecknad film 1912 började han göra egna tecknade filmer. Den första hette Trolldrycken 1915 och den andra Komisk entré av Pelle Jöns i Cirkus Fjollinski 1916, men han hade svårt att nå ut med filmerna till biograferna.
När den första filmen om den gamle sjöbjörnen Kapten Grogg hade premiär 1916 blev det dock succé. Grogg varken spottade i glaset eller uppförde sig särskilt belevat. Totalt gjorde Bergdahl 13 kortfilmer om Kapten Grogg. Bergdahl använde sig av urklippta pappersdockor som han filmade mot en tecknad bakgrund.
Under senare delen av 1920-talet övergick Bergdahl till att teckna reklamfilm.
Sex av Bergdahls filmer visades på Göteborg Film Festival 2006 i urval av Ingmar Bergman.

## Filmografi (urval)
- Trolldrycken (1915)
- Cirkus Fjollinski (1916)
- Den fatala konserten i Cirkus Fjollinski (1916)
- Komisk entré av Pelle Jöns i Cirkus Fjollinski (1916)
- Kapten Groggs underbara resa (1916)
- Kapten Grogg i ballong (1916)
- Negern och hunden (1916)
- När Kapten Grogg skulle porträtteras (1917)
- Kapten Grogg och Kalle på negerbal (1917)
- Kapten Grogg vid Nordpolen (1918)
- Kapten Grogg gifter sig (1918)
- Kapten Grogg och fru (1918)
- Kapten Grogg bland andra konstiga kroppar (1920)
- Kapten Grogg har blivit fet (1922)
- Från cell till människa (instruktionsfilm) (1936)